# Ben Nanasca
Ben Nanasca (ur. 29 grudnia 1954) – filipiński narciarz alpejski, uczestnik Zimowych Igrzysk Olimpijskich 1972 w Sapporo.
Jego najlepszym wynikiem na zimowych igrzyskach olimpijskich jest 42. miejsce w gigancie z Sapporo w 1972 roku.
Nanasca nigdy nie startował na mistrzostwach świata.
Nanasca jest kuzynem innego filipińskiego narciarza alpejskiego i olimpijczyka, Juana Cipriano.

## Osiągnięcia

### Zimowe igrzyska olimpijskie
| Igrzyska     | Konkurencja | Czas    | Wynik | Zwycięzca                 |
| ------------ | ----------- | ------- | ----- | ------------------------- |
| Sapporo 1972 | Gigant      | 4:06.20 | 42.   | Gustav Thöni              |
| Sapporo 1972 | Slalom      | -       | DNF   | Francisco Fernández Ochoa |